# اریک نورالس
اریک نورالس (انگلیسی: Erick Norales؛ زادهٔ ۱۱ فوریهٔ ۱۹۸۵) بازیکن فوتبال اهل هندوراس است.
وی همچنین در تیم‌های ملی فوتبال زیر ۲۳ سال هندوراس و هندوراس بازی کرده است.